# Skillet
A Skillet egy keresztény rock/hard rock zenekar a Tennessee állambeli Memphisből. Az együttest 1996-ban alapították. Az együttesben John Cooper (frontember, basszusgitáros), Korey Cooper (gitár, szintetizátor, vokál), Seth Morrison (gitár) és Jen Ledger (dob) zenél. Hét albumot adtak ki, és két Grammy-díj jelölést kaptak a Collide és Comatose albumukra. Több mint 12 millió albumot adtak el világszerte. Megalakulásuk óta sok műfajt képviseltek már, többek közt az alternatív rockot, az indusztriális és hard rockot.

## Története

### Korai évek (1996-1999)
A Skilletet mint zenekart 1996-ban alapították 2 taggal: John Cooper-el, basszusgitáros és vokálos, a Seraph nevű zenekarból, és Ken Steorts, gitáros az Urgent Cry nevű zenekarból. Barátságuknak köszönhetően együtt turnéztak, és kiadtak egy kislemezt, amihez mindkét zenekar 4-4 számot adott hozzá. Nem sokkal ezután a Seraph és az Urgent Cry feloszlott és John és Ken pásztora bátorította őket, hogy alapítsanak közösen egy zenekart. Mivel a rock különböző műfajait képviselték a zenekaraikkal, döntöttek úgy, hogy Skillet-nek (jelentése: serpenyő) nevezik el új zenekarukat, mert úgy gondolták olyan lesz az új zenekaruk, mintha egy serpenyőbe beleadnák mindazt, amijük van, és majd meglátják, hogy mi sül ki belőle. Hamarosan ezután Trey McClurkin csatlakozott a zenekarhoz, mint ideiglenes dobos, nem szándékozott hosszabb ideig ott zenélni. Még csak 1 hónapja voltak együtt mikor felkérést kaptak egy jelentős keresztény kiadótól, ForeFront Recordstól. 1996 végén kiadták első albumukat a Skilletet. Az album befutott és a trió tovább folytatta a dalírást, és közben bejárták Amerikát.
1997-ben vették fel második albumukat, a Hey You, I Love Your Soul-t, amit 1998 áprilisában ki is adtak. Második célkitűzésük az volt, hogy a zenekar első albumának stílusától eltérjenek. A tiszta rock hangzás helyett egy könnyedebb rockra váltottak, amiben nagyobb szerepet kapott a zongora.

### Invincible, Ardent Worship és az Alien Youth (2000-2002)
Röviddel azelőtt, hogy a zenekar elkezdte volna a 3. albumukat, az Invincible-t, Steorts kilépett a zenekarból, hogy a családjával legyen, és helyére Kevin Haaland érkezett, mint az új gitáros. Korey Cooper ekkor csatlakozott a zenekarhoz, mint állandó tag, és játszott zongorán. A változások miatt az Invincible album zenei stílusa elektronikusabbá változott. Hamarosan kiadták 2000 elején az albumot, Trey McClurkin útjai pedig elváltak a Skilletétől, és ezután Lori Peters töltötte be a dobos szerepét a zenekarban. Eddig az Invincible a Skillet legnagyobb számban eladott albuma.
Aztán a zenekar kiadta az első dicséret albumát, ami a 4. albumuk volt, Ardent Worship címmel, 2000 őszén/végén. Utána pedig kiadták az Alien Youth című albumukat, ami az Invincible stílusához tért vissza, és 2001-ben adták ki. Mielőtt kiadták volna az albumot Haaland kilépett a zenekarból és Ben Kasica vette át gitáros szerepét.

### Collide (2003-2005)
2003-ban először az Ardent Records adta ki a Collide albumot, de 2004-ben a Lava Records megvette a szerződést. A Collide kicsit más volt, mint a többi album, tiszta hard rock, és ezzel vonta magára Lee Trink, a Lava Records vezérigazgatójának figyelmét, és tett nekik egy ajánlatot. 2004. május 24-én a Lava Records újra kiadta a Collide-ot plusz egy számmal, az „Open Wounds”-al.

### Comatose (2006 óta)
A Skillet következő albuma a Comatose, amit 2006. október 3-án adtak ki. Az albumban olyan számok is megjelentek, mint például a „Rebirthing”, a „Whispers in the Dark”, és a „Better Than Drugs”. John Cooper azt mondta a hivatalos honlapukon: "Amint elérjük azt a pontot, tudom, hogy nem lesz probléma mennyi ember lesz ott, mindent bele fogok adni. A legjobb előadást fogom megcsinálni amit csak megtudok; a legvadabbat. Meg fogom rengetni. És szerintem ezt sikerült is a felvételünkön érzékeltetni."
2008 januárjában bejelentették, hogy a dobosuk, Lori Peters nyugdíjba vonul, mert azt érzi: „itt az ideje, hogy egy új fejezet kezdődjön az életemben.” Lori Peter utolsó koncertje 2007. december 31-én volt. Ennek ellenére a 2007-es év karácsonyi szezonjában, végig a Skillet új dobosát, Jen Ledgert képezte.
Korey Cooper azt nyilatkozta, hogy az együttes 2008 májusában talán visszatér a stúdióba és elkezdik felvenni az új albumukat miután befejezik a Comatose tavaszi turnéját.
A Skillet szintén létrehozott egy kislemezt a Comatose Deluxe kiadáshoz, a „Live Free or Let Me Die”-t.

### Awake (2009)
Piacra dobták az új nagy lemezüket, amelyről a „Hero” és „Monster” számok belekerültek az új pankrációs játék WWE Smackdown 2010-be is. 2009-ben „Awake and Alive” lemezbemutató turnét indítottak. 2010-ben is az új lemezzel turnéznak. Fellépéseik csak az Egyesült Államok, illetve Kanada területein vannak. Bár ez a legújabb albumuk, a legnagyobb sikere mégis ennek van.

### Rise (2013)
2013 nyarán jelent meg a "Rise" nagylemezük, melyről korábban megismerhettük már a "Sick of It", "Not Gonna Die", "American Noise", valamint "Rise" című számokat. Az album többnyire pozitív értékeléseket zsebelt be, az "Awake" és a "Comatose" népszerűségét azonban nem sikerült megütnie.
Később megjelent egy bővített (deluxe) kiadás három további dallal, valamint 2015-ben kiadták a "Vital Signs" című összeállítást, amelyen a Comatose, Awake, és a Rise albumok legjobb dalai lettek összeszedve.
Szokásukhoz híven rendeztek a megjelenés után turnét, ami ezúttal az Egyesült Államok mellett Európára is kiterjedt – főként Oroszország kapott nagy hangsúlyt -, de Magyarországon is jártak kettő alkalommal: elsőnek 2013-ban a Nickelback előzenekaraként a Budapest Arénában, másodjára pedig 2014-ben a Volt Fesztiválon.
Ez az első album, amely Seth Morrison gitárossal készült el.

### Unleashed (2016)
A kilencedik stúdióalbumuk augusztus 5-én jelent meg világszerte, 12 dallal rajta. Az első néhány másodperces ízelítőt április 8-án tették közzé több közösségi média felületen is, majd június hónapban már két számot is megjelentettek róla "Feel Invincible" és "Stars" címmel, júliusban pedig a "Back from the Dead" jelent meg, amit megjelenés előtt több alkalommal is játszották már élőben.
John Cooper azt nyilatkozta az új albumról, hogy igyekeztek korszerű, modern hangzást létrehozni, de emellett törekedtek arra is, hogy kellően "kemény" legyen az új lemez. Cooper úgy fogalmazott: "Bátrak voltunk, játszottunk egy kicsit, és egy különleges, ütős album jött létre! Edzéshez kifejezetten remek!"
Még az album megjelenése előtt elkezdték az Unleashed Tour névre keresztelt turnéjukat, amely rendhagyó módon először néhány európai helyszínnel indult – így látogattak el Magyarországra, a 2016-os Volt Fesztiválra is. A nyári és őszi amerikai turné után John Cooper ígért egy nagyobb Európát célzó turnét is, mely meg is valósult, és 2016 decemberében Budapestre is ellátogattak, megtartva első önálló magyarországi koncertjüket.
2017. November 17-én megjelent az album bővített kiadása, Unleashed Beyond névre keresztelve, rajta a korábbi 12 dallal, 5 teljesen új dallal, valamint 3 remixszel. Az Unleashed Beyond-on szerepel a Skillet legelső olyan zeneszáma, ahol közreműködő előadó hangja is felcsendül – ez a Breaking Free című szám, Lacey Sturm énekesnővel.

## Turnék
2006 közepén, Korey Cooper egy ideig nem vett részt az előadásokon, mert második gyermekével volt terhes. Míg ő távol volt, két ember helyettesítette a turnékon; Drea Winchell (később Cooperék dadája lett) zongorán, és Chris Marvin gitáron.
A Skillet összeállt Ron Luce-al & Teen Mania Ministries-el az ’Acquire The Fire’ turnéjukon keresztül az Egyesült Államokon és Kanadán 2007-ben. Mikor visszaértek összeálltak a Flyleaf-el a Justice & Mercy turnén. A turné el lett halasztva/törölve egy idő után, mert a Flyleaf főénekesének, Lacey Mosley-nak hang problémái voltak. A közeljövőben pedig újra összeállnak majd Luce-al a ’Global Expeditions’ programjában, tinédzser misszionáriusokkal mennek Mexikóba nyáron.
A Skillet csatlakozott a Breaking Benjamin-hez, Three Days Grace-hez, és a Seether-hez a 2007-es turnéjuk első felében.
Részt vettek a Winter Jam 2008 tour-on.
A Skillet a Comatose album turnéját a Thousand Foot Krutch-al (kanadai keresztény hard rock együttes) járja, és megközelítőleg 30 várost fognak érinteni. A turné 2007. március 28-án kezdődött és 2008. március 11-én ért véget.

## Panheadek
"Panheads" a Skillet rajongók beceneve. Ken Steorts – alapító tag, gitáros – egyszer azt mondta: "3 típusa van az embereknek: akik nem ismerik a Skilletet, akik 'Skilletrajongókká' váltak, azáltal, hogy a zenénket hallgatják, és vannak még a ’Panhead’-ek – akik 3-4 élőkoncertre is eljönnek, akár 10 órát is utazva, transzparenseket hoznak, az autójukra írnak, és a többi. Természetesen, mindannyiukat szeretjük, de a szívünkben különleges helyet foglalnak el a 'Panhead'-ek."
Mára a "panhead" elnevezés egy széleskörűbb fogalommá vált: bárki bátran hívhatja magát "panhead"-nek, aki elég nagy Skillet rajongónak érzi magát hozzá.

## Együttes tagjai

### Jelenlegi tagok
- John Cooper – frontember, basszusgitáros (1996-tól)
- Korey Cooper – gitár, zongora, háttérvokál (1999-től)
- Jen Ledger – dob, vokál (2008-tól)
- Seth Morrison – gitár (2011-től)

### Korábbi tagok
- Ken Steorts – gitár (1996 – 1999, a Memphisi Visible School alapítója)
- Trey McClurkin – dob (1996 – 2000)
- Kevin Haaland – gitár (1999 – 2001)
- Faith Stern – zongora, háttérvokál (2002 – 2003, csak élő fellépéseken)
- Chris Marvin – gitár, háttérvokál (2002 – 2003, 2005 – 2006, csak élő fellépéseken)
- Drea Winchell – zongora (2005 – 2006, csak élő fellépéseken)
- Lori Peters – dob (2000 – 2007)
- Ben Kasica – gitár (2001-2011)

## Diszkográfia

### Albumok
| Év   | Cím                       | Lemezgyártó            | Eladási arány                              | Jelölések                                   |
| ---- | ------------------------- | ---------------------- | ------------------------------------------ | ------------------------------------------- |
| 1996 | Skillet                   | Ardent, Forefront      |                                            |                                             |
| 1998 | Hey You, I Love Your Soul | Ardent, Forefront      |                                            |                                             |
| 2000 | Invincible                | Ardent, Forefront      |                                            |                                             |
| 2000 | Ardent Worship            | Ardent                 |                                            |                                             |
| 2001 | Alien Youth               | Ardent                 | #141                                       |                                             |
| 2003 | Collide                   | Ardent, Lava, SRE      | 200,000+ példány, #179, #5 Top Heatseekers | legjobb Rock Gospelre jelölték Album Grammy |
| 2006 | Comatose                  | Lava, Ardent, Atlantic | 312,000+ példány #55,                      | legjobb Rock Gospelre jelölték Album Grammy |
| 2009 | Awake                     | Lava/INO Records       |                                            |                                             |
| 2013 | Rise                      | WEA/ATLANTIC           |                                            |                                             |
| 2016 | Unleashed                 | Atlantic Records       |                                            |                                             |
| 2019 | Victorious                | Atlantic Records       |                                            |                                             |
| 2022 | Dominion                  | Atlantic Records       |                                            |                                             |

## Díjak
A Skillet két Grammy-díj jelölést kapott:
- "Best Rock Gospel Album" in 2005 (Collide)
- "Best Rock or Rap Gospel Album" in 2007 (Comatose).

## Fordítás
- Ez a szócikk részben vagy egészben  a   Skillet (band) című angol Wikipédia-szócikk ezen változatának fordításán alapul.  Az eredeti cikk szerkesztőit annak laptörténete sorolja fel. Ez a jelzés csupán a megfogalmazás eredetét és a szerzői jogokat jelzi, nem szolgál a cikkben szereplő információk forrásmegjelöléseként.